# The Mission (рекламный ролик)
The Mission — рекламный ролик компании Nike, созданный в 2000 году. Сюжет в ней основывается на «спасении» группой футболистов во главе с Эдгаром Давидсом нового мяча Nike Geo Merlin из-под владения роботов-ниндзя. Реклама впоследствии признавалась одним из лучших футбольных рекламных роликов, а фраза Луи ван Гала «No, it's rounder!» считается культовой.
Ролик длится 90 секунд.

## Сюжет
К некоему зданию подъезжает чёрный Ford Transit. Группе спецагентов, состоящей из Эдгара Давидса, Дуайта Йорка, Лилиана Тюрама, Франческо Тотти, Хосепа Гвардиолы, Энди Коула, Луиша Фигу, Хидэтоси Накаты и Оливера Биркхоффа необходимо похитить у неких роботов-ниндзя мяч Nike Geo Merlin. На возражение Биркхоффа «It’s just a ball» (Это всего лишь мяч) водитель отвечает:

No, it’s rounder!
Затем, когда команда забирается с помощью мячей с привязанными веревками в здание, Давидс, надев свои специальные очки, ловко проходит мимо лазеров и сбивает мяч с постамента. Но, пытаясь передать мяч Тюраму, он случайно задевает дредами лазер, и армия роботов замечает футболистов. Начинается погоня. С помощью ловких финтов команда дошла с мячом до верхнего яруса. Однако там их ждёт засада. Затем, когда Давидс обманным манёвром обыграл прыгающего на мяч ниндзя-вратаря, Оливер Бирхофф сильным ударом бьёт по главному роботу. Потом Давидс ударом мяча пробивает окно и посылает мяч прямо в вертолёт. Он и Бирхофф также прыгают в него, а затем повреждённый главарь роботов взрывается вместе со всем зданием. В конце показывается логотип и сайт Nike.

## Влияние
Реклама в год своего выпуска произвела очень большое впечатление. Многие российские и иностранные издания, включая Marca и The Telegraph, впоследствии отмечали ролик как один из лучших рекламных роликов про футбол за всё время. Журналисты отмечали хороший сюжет и антураж ролика, «супер-крутого» Эдгара Давидса и техничные действия всех игроков, которые будоражили умы многих школьников того времени. А фраза водителя минивэна Луи ван Гала «No, it’s rounder!» (Нет, он круглее!) издание Soccerbible назвало «классической». Оно же, к юбилею ролика в 2020 году озвучило версию, кто бы смог сыграть в рекламе, если бы она вышла сегодня. На главную роль Давидса претендует Кевин де Брёйне, Фигу бы заменил Джейдон Санчо, Тюрама — ван Дейк, Алфонсо Дейвис бы заменил Пепа Гвардиолу, а финальный удар Бирхоффа издание доверило бы Лаутаро Мартинесу.

## Видеоигра
| Иноязычные издания | Иноязычные издания |
| Издание            | Оценка             |
| ------------------ | ------------------ |
| GameSpot           | 0,5/5              |

В этом же, 2000-м, году вышла одноимённая игра по мотивам рекламы. Она была разработана и издана французской компанией Microïds в Европе эксклюзивно для приставки PlayStation. Игра представляет собой смесь футбольного симулятора и стелс-экшена. В ней, переключая управление между футболистами, необходимо выполнять особые задания, и бороться с роботами-ниндзя с помощью мяча и особых финтов.
Игра была весьма негативно оценена игровой прессой. В Kotaku UK игру назвали «самой причудливой футбольной игрой за все время». Рецензент Мэтт Сакли отметил, что «игра лишена футбольного таланта и изящества», что игра кажется скучной и бледной, а также, что «по сравнению с рекламой, которая в моем детстве была самой крутой из возможных, игра — сплошное разочарование». Рецензент признался, что переговаривал с некоторыми разработчиками игры. По его словам, «когда я спросил, кто решил, что адаптация рекламного ролика — хорошая идея, все молчали». Ещё из минусов в Kotaku отметили слабое различие в особых приемах между футболистами и плохую графику. Однако, небольшим плюсом для рецензента стала хорошая реализация взаимодействия футболистов между собой.
В издании Gamespot игру оценили в 0,5 звезд из пяти (Неиграбельно). Было заявлено, что «Microïds не постаралась ни в графике, ни в адаптации сюжета, ни в физике игры, видно, что эта малобюджетная игра сделана на отвали». Управление игры было раскритиковано, а низкая сложность, по словам автора, «словно адаптированная для 10-летних», заставляет игрока скучать и впоследствии забрасывать игру. В конечном итоге, рецензент заявил, что «купив игру, вы станете посмешищем своих друзей».